# Anton Schlecker
Anton Schlecker (Ehingen (Alb-Donau), 28 de outubro de 1944) é um empresário alemão, fundador e presidente da rede de drogarias Schlecker.
Casado com Christa Schlecker, tem dois filhos, Lars Schlecker e Meike Schlecker.
Em 1975, em Kirchheim unter Teck, próximo a Stuttgart, Schlecker abriu sua primeira drogaria. Dois anos depois, a rede já tinha 100 lojas e, em 1984, mil. Schlecker expandiu seus negócios para o exterior e, em 2007, a rede já estava em 13 países europeus, com mais de 52 mil funcionários e faturamento anual de 7 bilhões de euros. O crescimento da empresa, porém, foi marcado por acusações de fraude e instalação ilegal de câmeras para vigiar funcionários, por exemplo.

## Sequestro Schlecker
Em 1987, seus dois filhos — Meike e Lars — foram sequestrados. Foram libertos após o pagamento de 9,6 milhões de marcos de resgate. Onze anos depois, Wilhelm Hudelmaier e Herbert Jacoby foram presos pelo sequestro.